# Waldemar Łysiak
Waldemar Wojciech Konrad Łysiak (Varsavia, 8 marzo 1944) è uno scrittore, storico dell'arte e giornalista polacco, noto per aver scritto numerosi saggi e romanzi sul periodo napoleonico.
Possiede un gran numero di stampe e manoscritti rari, tra cui i poemi di Cyprian Norwid e l'unica copia esistente dei Treny (Lamenti) di Jan Kochanowski. Note sono anche le sue posizioni profondamente anticomuniste. Tra i suoi libri in lingua italiana è stato pubblicato in italiano nel 1994 Scacco all'imperatore, un thriller storico in cui si narra di un piano elaborato da alcuni politici britannici per rapire Napoleone.

## Opere
- Scacco all'imperatore, Rusconi, 1994 (ed. originale: Szachista, 1980).